# UVERworld
Uverworld (яп. ウーバーワールド У:ба:ва:рудо, стилизуется как UVERworld) — японская рок-группа, состоящая из шести участников и происходящая из города Кусацу, Сига. Группа известна удачной смесью таких стилей, как тяжелый рок, электроника и бит-бокс. Они выпустили одиннадцать студийных альбомов и более двадцати синглов и продали более трёх миллионов пластинок по всему миру. Команда идёт в ногу со временем, отчего каждые несколько лет музыкальный подход группы меняется.

## Название
«Uverworld» - это термин, придуманный участниками группы, сочетающий немецкое слово «über» (что означает «над») с английским словом «world», чтобы сформировать фразу, которая означает «пересечение над миром».
«UVERchan» — талисман группы, выдуманный персонаж, похожий на медведя, который появляется на обложках к некоторым альбомам.

## История

### 2000—2005: Формирование и дебют
Группа в составе 5 человек, известная как UVERworld, была сформирована в 2002 году, и тогда они назывались «Sangoku Road» . Первоначально группа состояла из семи участников и выпустила Prime'03, демо-диск, который в итоге разошелся тиражом в 3000 экземпляров. Два участника группы, саксофонист Саксофонист группы Сэйка, покинул группу. А также ещё один участник, Хико, женился и тоже ушёл из группы. После ухода Сэйки вокалист сменил псевдоним с Ace∞Trigger на Takuya∞, и группу переименовали в UVERworld. 
Судя по интервью с группой, был ещё один вокалист, который тоже ушел из группы. Похоже, что этот вокалист покинул группы ещё до Сэйки, поскольку Сэйку ещё можно увидеть на записи демо-диска и старых фотографиях с выступлений группы.
В 2005 году группа подписала договор с лейблом gr8! records, который является подразделением Sony Music Records. Группа дебютировала с синглом «D-technoLife», который был использован в качестве второй вступительной заставки к аниме «Блич». 
Сингл дебютировал в чартах Oricon на четвертом месте с 32 000 копиями вместе с двадцать седьмым синглом Mr. Children «Yonjigen Four Dimensions» на первом месте. Сингл продержался пять недель в Топ-30 еженедельного рейтинга синглов. Продажи сингла и полные загрузки Chaku-Uta (着うたフル) были сертифицированы золотой Ассоциацией звукозаписывающей индустрии Японии.
3 месяца спустя UVERworld выпускают новый сингл, «Chance!», который стал заставкой к игре на PSP «Bleach: Heat the Soul2». Второй сингл группы впервые вошел в чарты Oricon на пятом месте с продажами 14 150 копий. Синглу удалось удержаться в Топ-30 еженедельного чарта синглов только в течение трех недель.

### 2006—2008:Timeless,BugrightиProglution
25 января 2006 года третий сингл группы «Just Melody» занял 17 место в чарте Oricon. Три недели спустя был выпущен первый альбом Uverworld Timeless, который пробивается в десятку лучших, прочно занимая 5-е место и распродается в количестве 60,000 копий. 
На время записи альбома Сейка временно вернулся в группу, сыграв партию саксофона в треке «Yasashisa no Shizuku».
После трехмесячного перерыва, UVERworld выпускают сингл «Colors of the Heart», который используют в качестве третьей вступительной заставки к аниме-сериалу «Кровь+». В чарте сингл занимает третье место, и стал самой высокой позицией, которую до этого времени занимал любой из синглов Uverworld.
Их пятый сингл под названием «Shamrock» был выпущен 2 августа и использовался в качестве финальной темы для дорамы Dance Drill, шоу о девушках которые решили стать группой поддержки спортивных команд. Шестой сингл Uverworld был выпущен 15 ноября  под названием «Kimi no Suki na Uta», песня была использована в качестве темы для телешоу TBS TV Koi Suru Hanikami! с октября по декабрь. Он достиг второго места в чарте Oricon. Было продано около 79 659 копий.
21 февраля 2007 года Uverworld выпустили свой второй альбом под названием Bugright. В нем были представлены синглы, выпущенные Uverworld после Timeless, а также их саундтрек к фильму «Death Note: The Last Name». 6 марта группа участвовала в мероприятии под названием 'We Love Music Vol.2' состоялся в Сибуя-AX, где Uverworld выступал против Sid.
Третий альбом группы под названием Proglution был выпущен 16 января 2008 года и содержит полные восемнадцать треков. Альбом также содержит их синглы «Ukiyo Crossing» (浮世Crossing), «Endscape» и «Shaka Beach: Laka Laka La» (シシビーチ~ Laka Laka La~). Альбом был выпущен только на компакт-диске и ограниченным тиражом, включающим дополнительный DVD. Альбом разошелся тиражом более 150 000 экземпляров. 11 июня вышел сингл «Gekidō/Just Break the Limit!».
«Hekidō» была использована в качестве четвертой вступительной темы аниме-сериала D. Gray-man, в то время как песня «Just Break the Limit!» была использована в качестве песни поддержки для CM Pocari Sweat. В 2008 году были выпущены еще два сингла: «Koishikute» (恋いしくて) и «Hakanaku mo Towa no Kanashi» (儚くも永久のカナシ). «Hakanaku mo Towa no Kanashi» был использован в качестве открытия второго сезона аниме Mobile Suit Gundam 00. Сингл стал первым синглом группы под номером один в чарте Oricon, было продано около 181 784 копий. Сингл стал самым продаваемым синглом группы.

### 2009:AwakEVE
18 февраля 2009 года группа выпустила свой четвертый альбом под названием Awakeve. Альбом был продан тиражом более 115 000 копий в первую неделю, и занял второе место в чарте альбомов Oricon. DVD с их живым выступлением в Ниппон Будокан был выпущен 29 апреля. Тринадцатый сингл группы был выпущен 5 августа под названием «Go-On». Заглавный трек сингла был использован в качестве второй завершающей темы в японской трансляции первого сезона «Доктор Хаус». Группа выступала на рок-фестивале Inazuma, проходившем в префектуре Сига. Они также выпустили свой четвертый DVD-диск the Awakeve Tour 09 30 сентября.
Четырнадцатый сингл группы был выпущен 28 октября под названием «Kanashimi wa Kitto» для дорамы Shōkōjo Seira, основанной на детском романе «Маленькая принцесса», написанный Фрэнсис Ходжсон Бернетт. 9 октября был анонсирован официальный сайт на английском языке, и он вышел в сеть в 12 вечера по японскому стандартному времени.
Сборник под названием Neo Sound Best был анонсирован 9 ноября и выпущен 9 декабря. Они также выступили на карнавале Онтама в 2010 году вместе с Funky Monkey Babys и Flumpool.

### 2010—2012:LastиLife 6 Sense
Их пятнадцатый сингл «Gold» был выпущен 31 марта 2010 года, что стало их первым релизом в этом году. Музыкальное видео для «Gold» было сделано в 3-D, что сделало его первым 3-D музыкальным видео в Японии. Премьера состоялась 17 апреля. Кроме того, их пятый альбом Last был выпущен двумя неделями позже, 14 апреля. Их шестнадцатый сингл «Qualia» был выпущен 15 сентября и содержит финальную песню для фильма Mobile Suit Gundam 00 и заглавную песню для игры PSP Last Ranker.
Их семнадцатый сингл «No. 1» был выпущен 24 ноября. Песня была использован в качестве вступительной песни для их концерта в финале последнего тура в Токио Доум 27 ноября. Их восемнадцатый сингл «Core Pride»  должен был выйти 23 марта 2011 года. Однако из-за землетрясения и цунами в Тохоку в 2011 году дата выхода была перенесена на 6 апреля. Она также была исполнена на концерте в Tokyo Dome в качестве их последней песни. Их девятнадцатый сингл «Core Pride» был выбран в качестве первого опенинга для аниме Blue Exorcist.
Группа выпустила свой шестой альбом Life 6 Sense 1 июня 2011 года. Название альбома было опубликовано на странице группы в японской википедии, и в следующем месяце группа выпустила свой 6-й DVD под названием Last Tour Final in Tokyo Dome 2010/11/27. 14 декабря группа выпустила свой двадцатый сингл (второй сингл A-сайд) под названием «Baby Born & Go/Kinjito». Blu-ray версии UVERworld 2008 Premium Live in Nippon Budokan и финала последнего тура в Токио Доум были выпущены 17 декабря.
28 марта 2012 года UVERworld выпустили свой 21-й сингл под названием «7th Trigger», а через 6 дней они выпустили еще один концертный DVD и Blu-ray UVERworld 2011 Premium Live Premium Live on Xmas at Nippon Budokan, который состоялся 4 апреля.

### 2012—2014:The One
8 августа 2012 года группа выпустила свой 22-й сингл «The Over», который был использован в качестве завершающей темы Kuro no Onna Kyoushi (яп. 黒の女教師). Три месяца спустя, 28 ноября, группа выпустила свой 7-й альбом под названием The One. После выхода 7-го альбома Uverworld выпустили переизданный сингл с их последнего альбома под названием «Reversi». Он был использован в качестве опенинга доя фильма Blue Exorcist-The Movie.
14 августа 2013 года группа выпустила свой 24-й сингл «Fight for Liberty / Wizard Club». «Fight for Liberty»
была использована в качестве вступительной песни для аниме Space Battleship Yamato 2199, в то время как «Wizard Club» был использован в качестве заключительной песни для телесериала Kaikin! Bakuro Night.
6 ноября 2013 года Uverworld выпустили свое 10-е видео и свои первые полные концертные кадры Men's Festival Kings's Parade Zepp DiverCity (2013.02.08) на DVD и Blu-ray после долгого периода одного тура 2012-2013. Uverworld использовали в качестве своей основной концепции полные живые кадры из Zepp DiverCity, а не арены, стадионы или залы. 18 декабря группа выпустила свой 25-й сингл 
«Nano・Second» (яп. ナノ-セカンド).
19 марта 2014 года они выпустили свой 2-й видеоальбом UVERworld Video Complete - Act.2-from Life 6 Sense to The One, который также включает в себя бонус-диск с концерта 2013.12.25 Arena Live 2013 Winter Queen's Party in Nippon Budokan.
26 марта было объявлено, что их  бывший участник из Sangoku Road Сейка, присоеденится в качестве нового 6-го члена группы. 27 марта группа официально объявила, что их следующий крупный концерт состоится 5 июля в Kyocera Dome Osaka.

### 2014—2017:Ø Choir
18 июня 2014 года Uverworld выпустили свой 26-й сингл под названием «Nanokame no Ketsui» (яп. 7日目の決意, «Decision of the Seventh Day»). Две недели спустя они выпустили новый альбом под названием Ø Choir, который впоследствии занял второе место в чарте Oricon с 84 810 проданными копиями в первую неделю выпуска. Альбом содержит 14 треков, включая кавер-версию песни «Born Slippy», первоначально написанной валлийской электронной музыкальной группой Underworld. Были выпущены две версии альбома: одна обычная и одна ограниченная, причем последняя включала DVD, содержащий 50 минут ранее неизданных кадров. 19 августа группа анонсировала свой новый 12-й DVD King's Parade Nippon Budokan 2013.12.26, выпущенный 24 сентября.
27 мая Uverworld выпустили свой 27-й сингл «Boku no Kotoba Dewanai Kore wa Bokutachi no Kotoba» (яп. 僕の言葉ではない これは僕達の言葉, «Not My Words, This is Our Words»). Сингл был использован для аниме-сериала Легенда об Арслане. 26 августа они выпустили еще один сингл под названием «I Love the World», который был выбран в качестве темы для игры Dragon Nest R в Японии. 30 сентября 2015 года группа выпустила свой 14-й видеоконтент на DVD/Blu-ray под названием King's Parade at Yokohama Arena 2015.01.10.
8 июня 2016 года Uverworld выпустили свой 12-й видеоконтент на Blu-ray и DVD Uverworld 15&10 Anniversary Live, который включает в себя два концерта 15&10 Anniversary Live, записанные 3 сентября, и их первый Women's festival, записанный 6 сентября. Затем месяц спустя, 27 июля, Uverworld выпустили свой 29-й сингл «We are Go / All Alone». Три месяца спустя, 6 ноября, Uverworld выпустили свой 13-й видеоролик под названием  Uverworld Premium Live on Xmas 2015 at Nippon Budokan.
17 декабря 2016 года официальный сайт Blue Exorcist опубликовал несколько новых промо-трейлеров к своему предстоящему второму сезону, где было объявлено, что Uverworld снова будут исполнять вступительную тему для сериала. «Itteki no Eikyō» (яп. 一滴の影響, «Drop's Influence») был выпущен 1 февраля 2017 года. Их 31-й сингл «Decided» был использован в фильме Гинтама.

### 2017–н.вTycoon
2 августа 2017 года Uverworld выпустили свой 9-й студийный альбом Tycoon, спустя три года и месяц после их предыдущего альбома. Первоначально они планировали включить в альбом 20 новых песен, в результате чего время записи составило около 90 минут, что превысило лимит времени для альбома. В конце концов они решили сократить его до 81 минуты, поместив его в одну муфту и записав треки. Различные части альбома были вырезаны, и он длитсяв течении 78 минут 59 секунд, чтобы быть скорректированным перед выпуском. Несмотря на изменения, их последний альбом был успешным и занял первое место в ежедневном чарте Oricon в течение двух дней после его выпуска. Их новый альбом содержит 18 треков, а также бонус-диск с ограниченным тиражом, который включает в себя записи их живых выступлений.
14 марта 2018 года группа выпустила свою 4-ю концертную запись «Men's Festival» под названием Uverworld King's Parade 2017 Saitama Super Arena. 2 мая они выпустили 32-й сингл под названием «Odd Future», который был выбран в качестве опенинга для третьего сезона аниме-сериала My Hero Academia. Он достиг третьего места в чарте Oricon и занял пятое место в Billboard Japan Hot 100. 7 ноября 2018 года они выпустили новый сингл «Good and Evil / Eden e». Песня была использована для дублированной версии фильма Marvel «Веном», который был театрально выпущен в Японии 2 ноября.
16 января 2019 года Uverworld выпустили свой 18-й видеоальбом на DVD и Blu-ray под названием Uverworld Tycoon Tour at Yokohama Arena 2017.12.21. Он включает в себя полные живые кадры из их «Men vs. Women Festival» концерт в день рождения вокалиста TAKUYA∞. Месяц спустя, 27 февраля, UVERworld выпустили новый сингл. Он содержит песню «Touch Off» и ее инструментальную версию, а также песню под названием «ConneQt». «Touch Off» был использован в качестве опенинга для аниме The Promised Neverland.

## Состав
- Такуя (яп. 木村; род. 21 декабря 1979) — вокал, рэп, программирование
- Кацуя (яп. 克哉; род. 22 февраля 1981) — бэнд-лидер, гитара
- Акира (яп. 彰; род. 8 марта 1984) — гитара, программирование
- Нобуто (яп. 信人; род. 14 февраля 1980) — бас-гитара
- Синтаро (яп. 真太郎; род. 5 ноября 1983) — барабаны
- Сэйка (яп. 誠果; род. 25 сентября 1979)  — саксофон, программирование, DJ-пульт.

## Дискография

### Альбомы
- Timeless (2006)
- Bugright (2007)
- Proglution (2008)
- AwakEVE (2009)
- Last (2010)
- Life 6 Sense (2011)
- The One (2012)
- Ø Choir (2014)
- Tycoon (2017)
- Unser (2019)
- 30 (2021)

## Награды и номинации
| Год  | Премия                       | Категория            | Номинация                                | Результат |
| ---- | ---------------------------- | -------------------- | ---------------------------------------- | --------- |
| 2005 | Japan Gold Disc Award        | Новый артист года    | Uverworld                                | Победа    |
| 2013 | Billboard Japan Music Awards | Артист-аниматор года | Uverworld                                | Номинация |
| 2020 | Crunchyroll Anime Awards     | Лучший опенинг       | «Touch Off» (для The Promised Neverland) | Номинация |
| 2020 | Space Shower Music Awards    | Лучший рок-артист    | Uverworld                                | Номинация |
| 2020 | Space Shower Music Awards    | Выбор фанатов        | Uverworld                                | Победа    |